# Plenario Intersindical de Trabajadores - Convención Nacional de Trabajadores
Plenario Intersindical de Trabajadores - Convención Nacional de Trabajadores (PIT-CNT) ist der Gewerkschaftsdachverband in Uruguay.

## Geschichte der Gewerkschaftsbewegung
Als erste Gewerkschaft wurde 1865 die der Buchdrucker gegründet. Die 1875 gegründete die Federación Regional de la República Oriental del Uruguay war damals eher ein Arbeiterverein als ein Gewerkschaftsbund. Ab 1880 kam es zu ersten Arbeitskämpfen in Uruguay. 1905 wurde die Federación Obrera Regional del Uruguay (FORU) mit anarchosyndikalistischer Ausrichtung gegründet. Daneben existierte später die kleinere Union General de Trabajadores (UGT). Der Zweite Weltkrieg, der in Uruguay mit einem wirtschaftlichen Aufschwung einherging, gab der Gewerkschaftsbewegung neuen Auftrieb.
1966 wurde der Gewerkschaftsdachverband Convención Nacional de Trabajadores (CNT) gegründet, der unter der Diktatur 1973 bis 1985 verboten war. Unter dem Druck der Internationalen Arbeitsorganisation erlaubte die Diktatur um 1980 wieder Berufsverbände. Anfang der 1980er Jahre wurde das Plenario Intersindical de Trabajadores (PIT) gegründet. Nach dem Ende der Diktatur vereinigten sich PIT und CNT.

## Mitgliedsgewerkschaften
Im PIT-CNT sind organisiert (in Klammern: Branche):
- ADDU Asociación de Danza del Uruguay (Tanz)
- ADEOM Asociación De Empleados y Obreros Municipales (Kommunalwirtschaft)
- ADUR Asociación de Docentes de la Universidad de la República (Universitäten, Dozenten)
- AEBU Asociación de Empleados Bancarios del Uruguay (Banken)
- AECO Asociación Empleados de COMEPA (Gesundheitswesen in Paysandú)
- AFFUR Agremiación Federal de Funcionarios no docentes de la Universidad de la República (Universitäten, nichtlehrendes Personal)
- AFJU Asociación de Funcionarios Judiciales del Uruguay (Justiz)
- AFPU Asociación de Funcionarios Postales del Uruguay (Post)
- AFUTU Asociación de Funcionarios de la Universidad del Trabajo del Uruguay (Universität)
- AOEC Asociación de Obreros y Empleados de Conaprole (Milchwirtschaft)
- APU Asociación de la Prensa Uruguaya (Presse)
- ATEA Asociación de Trabajadores de Enseñanza Secundaria (Bildung)
- ATSS Asociación de Trabajadores de la Seguridad Social (soziale Sicherheit)
- AUDEM Asociación uruguaya de músicos (Musik)
- AUTE Agrupación de Funcionarios de UTE (Energieversorgung)
- CMN Centro de Maquinistas Navales (Schifffahrt)
- COFE Confederación de Organizaciones de Funcionarios del Estado (öffentlicher Dienst)
- CPM Centro Papeleros de Mercedes (Papierwirtschaft in Mercedes)
- CUOPYC Centro Unión de Obreros Papeleros Y Celulosa (Papier- und Zellulose)
- ERT BPS Equipo en Representación de los Trabajadores en el B.P.S. (Unfallkasse)
- FANCAP Agrupación ex Federación ANCAP (Petrochemie, Zement)
- FENAPES Federación Nacional de Profesores de Enseñanza Secundaria (Bildung)
- FFOSE Federación de Funcionarios de O.S.E. (Wasserwirtschaft)
- FNM Federación Nacional de Municipales (Kommunalwirtschaft)
- FOEB Federación de Obreros y Empleados de la Bebida (Getränkewirtschaft)
- FOEMYA Federación de Obreros y Empleados Molineros y Afines (Mühlen)
- FOICA Federación de Obreros de la Industria de la Carne y Afines (Fleischwirtschaft)
- FOPCU Federación de Obreros, Papeleros, Cartoneros del Uruguay (Papier und Pappen)
- FTIL Federación de Trabajadores de la Industria Láctea (Milchwirtschaft)
- FUECYS Federación Uruguaya de Empleados de Comercio y Servicios (Handel, Dienstleistungen)
- FUM-TEP Federación Uruguaya de Magisterio - Trabajadores de Enseñanza (Bildung)
- FUS Federación Uruguaya de la Salud (Gesundheitswesen)
- ONODRA Organización Nacional de Obreros del Dulce Ramas y Afines (Zucker, Süßwaren)
- OTAU-OFP Organización de Técnicos Aeronáuticos del Uruguay - Organización Funcionarios de Pluna (Luftfahrt)
- SAG Sindicato de Artes Gráficas (Graphische Kunst)
- SAT Sindicato Autónomo Tabacalero (Tabakwirtschaft)
- SIC Sindicato de la Industria del Cuero (Leder)
- SIMA Sindicato de la Industria del Medicamento y Afines (Pharmazie)
- SINTEP Sindicato Nacional de Trabajadores de la Enseñanza Privada (Bildung)
- SOEN Sindicato de Obreros y Empleados de Norteña (Getränkewirtschaft)
- SOIMA Sindicato de Obreros de la Industria Maderera y Afines (Holzindustrie)
- STIQ Sindicato de Trabajadores de la Industria Química (Chemische Industrie)
- SUA Sindicato Único de la Aguja
- SUA Sociedad Uruguaya de Actores (Schauspiel)
- SUDEPPU Sindicato Único de Patrones de Pesca del Uruguay (Fischerei)
- SUGHU Sindicato Único Gastronómico y Hotelero del Uruguay (Gastgewerbe)
- SUNCA Sindicato Único Nacional de la Construcción y Anexos (Bauwesen)
- SUNTMA Sindicato Único de Trabajadores del Mar y Afines (Schifffahrt)
- SUPRA Sindicato Único Portuario y Ramas Afines (Hafenwirtschaft)
- SUTCRA Sindicato Único del Transporte de Carga y Ramas Afines (Güterkraftverkehr)
- SUTD Sindicato Único de Trabajadoras Domésticas (Hauswirtschaft)
- SUTEL Sindicato Único de Telecomunicaciones (Telekommunikation)
- UAOEGAS Unión Autónoma de Obreros y Empleados del GAS
- UCRUS Unión de Clasificadores de Residuos Urbanos Sólidos (Abfallwirtschaft)
- UECU Unión de Empleados Cinematográficos del Uruguay (Filmwirtschaft)
- UF Unión Ferroviaria (Eisenbahn)
- UFC Unión de Funcionarios del Codicen
- UNATRA Unión Nacional de Asalariados, Trabajadores Rurales y Afines (Landwirtschaft)
- UNOTT  Unión Nacional de Obreros y Trabajadores del Transporte (Verkehr)
- UNTMRA Unión Nacional de Trabajadores del Metal y Ramas Afines
- UOC Unión de Obreros Curtidores (Leder)
- USIP Unión de Sindicatos Policiales del Uruguay (Polizei)
- UTHC Unión de Trabajadores del Hospital de Clínicas (Gesundheitswesen)